# Maison, place Guignault (Paray-le-Monial)
La maison sur la place Guingault est une maison située à Paray-le-Monial, dans le département de Saône-et-Loire, en Bourgogne du Sud, France.

## Présentation
Cette maison date du XVIe siècle et fait l’objet d’une inscription au titre des monuments historiques le 9 décembre 1929.    